# جوئل (فیلم ۲۰۱۸)
جوئل (به انگلیسی: Joel) فیلمی به کارگردانی کارلوس سورین محصول سال ۲۰۱۸ آرژانتین است.

## داستان
سیسیلیا و دیگو، زوجی که قادر به بچه‌دار شدن نیستند، با تماسی از جانب آژانس فرزندخواندگی که مدتی پیش در آن ثبت‌نام کرده بودند، مواجه می‌شوند. ورود ناگهانی جوئلِ ۹ ساله با گذشته‌ای سخت و دردناک به خانه آن‌ها، شرایط و روند زندگی‌شان را عوض می‌کند.

## جشنواره جهانی فیلم فجر
این فیلم در بخش سینمای سعادت (مسابقه بین‌الملل) سی و هفتمین جشنواره جهانی فیلم فجر حضور داشت. این جشنواره از ۲۹ فروردین تا ۶ اردیبهشت ۱۳۹۸ در شهر تهران برگزار شد.